# Estación depuradora de aguas residuales industriales
Una estación depuradora de aguas residuales industriales, o de forma acrónima EDARI, es un centro o planta de tratamiento de aguas residuales procedente de una o varias industria. 
Este tipo de centros de tratamiento permiten depurar aquellas aguas utilizadas en diversos procesos industriales que requieren, por sus características específicas, procedimientos de depuración especiales.
Su equivalente en el contexto de las aguas residuales urbanas es la estación depuradora de aguas residuales (EDAR).

## Sectores
Los sectores industriales donde son necesarios este tipo de instalaciones son: 
- Automoción: Aguas de limpieza de pinturas, cromados, taladrinas, etc.
- Agroindustrias: Aguas usadas para el lavado de productos agrícolas, aguas provenientes de la limpieza de instalaciones y máquinas, etc.
- Industria química y de cosméticos.
- Industria farmacéutica.
- Industria textil y de curtidos.
- Industria papelera.
- Etcétera.

## Formas de tratamiento
Para el tratamiento de aguas industriales se instalan diferentes procesos de tratamiento según la caracterización que tengan las aguas de entrada, siendo los tratamientos que se citan a continuación los más importantes:
- Neutralización.
- Reducción-oxidación.
- Tratamientos físicos-químicos.
- Desengrasador.
- Tratamientos biológicos.
- Tratamientos de desnitrificación.
- Flotación.
- Decantación convencional y laminar.